# لویی یاکوبوس فن زیل
لویی یاکوبوس فن زیل (انگلیسی: L. J. van Zyl؛ زادهٔ ۲۰ ژوئیهٔ ۱۹۸۵) دونده دو با مانع اهل آفریقای جنوبی است.
وی در مسابقات کشوری و بین‌المللی در مجموع برندهٔ ۶ مدال طلا، ۳ مدال نقره، ۲ مدال برنز شده‌است.